# Чемпионат России по боксу 2022
Чемпионат России по боксу 2022 года проходил с 29 сентября по 9 октября в Чите на СКК «Мегаполис Спорт».
Этот чемпионат России по боксу среди мужчин 19-40 лет проходил в рамках празднования 30-летия Федерации бокса России и 100-летия бокса в Забайкальском крае. Всего к участию в чемпионате было допущено 337 боксёров из 64 регионов страны. Соревнования проходили в 13 весовых категориях.
Общий призовой фонд соревнований составил 26 миллионов рублей. Победители чемпионата России-2022 получили по 1,5 миллиона рублей, серебряные медалисты — по 250 тысяч рублей, бронзовые — по 125 тысяч рублей.

## Медалисты[4]
| Весовая категория | Золото                | Серебро           | Бронза                               |
| ----------------- | --------------------- | ----------------- | ------------------------------------ |
| до 48 кг          | Эдмонд Худоян         | Володя Мнацаканян | Михаил Прокопьев Адам Альвиев        |
| до 51 кг          | Василий Егоров        | Расул Салиев      | Роберт Бадалян Баир Батлаев          |
| до 54 кг          | Дмитрий Двали         | Максим Кузнецов   | Кирилл Локотков Виктор Кулдошин      |
| до 57 кг          | Эдуард Саввин         | Руслан Белоусов   | Виталий Бойцов Алексей Киселёв       |
| до 60 кг          | Всеволод Шумков       | Артур Субханкулов | Константин Опольский Аршак Товмасян  |
| до 63,5 кг        | Габил Мамедов         | Илья Попов        | Владимир Стрыгин Рашид Янгазиев      |
| до 67 кг          | Тархан Идигов         | Евгений Кооль     | Андрей Замковой Ахмадшох Махмадшоев  |
| до 71 кг          | Игорь Свиридченков    | Иван Ступин       | Юрий Осипов Исмаил Муцольгов         |
| до 75 кг          | Павел Сосулин         | Джамбулат Бижамов | Никита Кузьмин Егор Шапочанский      |
| до 80 кг          | Имам Хатаев           | Савелий Садома    | Руслан Колесников Абдул-Керим Тапаев |
| до 86 кг          | Шарапутдин Атаев      | Ришат Бакиров     | Вадим Щеблыкин Теймураз Суров        |
| до 92 кг          | Муслим Гаджимагомедов | Алексей Зобнин    | Сергей Слободян Никита Рустенко      |
| свыше 92 кг       | Алексей Дронов        | Святослав Тетерин | Иван Верясов Магомедсултан Мусаев    |